# Carl Nordgren

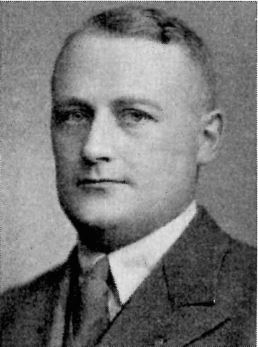
Carl Nordgren.

Carl Emil Nordgren, född 6 december 1897 i Gävle, död där 29 april 1963, var en svensk läkare. Han var far till Bengt och Lars Nordgren.
Nordgren var son till skeppshandlare Anders Nordgren och Katie Wiksell. Efter studentexamen i Gävle 1916 blev han medicine kandidat vid Uppsala universitet 1919 och medicine licentiat vid Karolinska institutet 1924. Han var underläkare vid Medevi brunn 1920, extra läkare där 1921, assistentläkare vid Gävle lasarett 1922–23, tillförordnad underläkare vid Löwenströmska lasarettet 1924–25, vid Gävle och Bollnäs lasarett 1925, tillförordnad förste underläkare vid Karlskrona lasarett 1924–25, extra läkare vid Serafimerlasarettets röntgeninstitut 1924, amanuens och underläkare vid Kronprinsessan Lovisas vårdanstalts medicinska avdelning 1925–28 och praktiserande läkare i Gävle från 1928.
Nordgren var läkare vid Gävle barnavårdscentral och Adolf Grapes minne, tillförordnad stadsläkare och tillförordnad stadsdistriktsläkare i Gävle tidvis 1928–34, tillförordnad fängelseläkare tidvis 1928–31, ordinarie 1932, läkare vid Gävle stads sinnesslöanstalt från 1936 och läkare vid Gävle borgareskola och högre handelsinstitut från 1931. Han var ledamot av styrelsen och läkare vid Gävleborgs läns barnavårdsförbunds mödra- och spädbarnshem, ledamot av Gävle stads barnavårdsnämnd och av Svenska Röda Korsets distriktsstyrelse. Han var även bruksläkare vid Forsbackaverken.
Nordgren uppmärksammades 2015 då det visat sig att han 1938 på sin mottagning på Norra Kungsgatan i Gävle undersökte en svensk kvinna som anmält intresse för att ingå äktenskap med en tysk SS-man. Nordgren hade därvid fått noggranna anvisningar från Centralbyrån för ras och bosättning i Berlin.

### Fotnoter
1. ↑  Sveriges Dödbok 1901–2009, DVD-ROM, Version 5.00, Sveriges Släktforskarförbund (2010).
2. ↑  ”Svenskorna som gifte sig med SS”. Sydsvenskan. 23 juli 2015. http://www.sydsvenskan.se/kultur--nojen/svenskorna-som-gifte-sig-med-ss/. Läst 27 juli 2015.